# Plecotus homochrous
Oreillard de Hodgson
Espèce
Statut de conservation UICN

 DD  : Données insuffisantes
L'Oreillard de Hodgson (Plecotus homochrous) est une espèce de chauves-souris de la famille des Vespertilionidae.

## Répartition
Cette espèce vit dans l'Himalaya, au Pakistan, en Chine, en Inde et au Népal.

## Taxinomie
L'espèce est décrite par Brian Houghton Hodgson en 1847.